# Polycarpaea kuriensis
Polycarpaea kuriensis är en nejlikväxtart som beskrevs av Wagner. Polycarpaea kuriensis ingår i släktet Polycarpaea och familjen nejlikväxter. Inga underarter finns listade i Catalogue of Life.